# Cantó de Casèras
El cantó de Casèras (en francès Canton de Cazères) és un cantó francès del departament de l'Alta Garona, a la regió d'Occitània. Està inclòs al districte de Muret, està format per 16 municipis i el cap cantonal és Casèras.

## Municipis
- Casèras
- Martras Tolosana
- Bossens
- Mondavesan
- Palamenic
- Coladèra
- Le Plan
- Sent Miquèu
- Sanà
- Francon
- Montberaud
- Mauran
- Marinhac e eras Pèiras
- Planha
- Montclar de Comenges
- Les Cunhs